# Abituria

„Liederheft zum Abituria-Kommers“ der Abituria des Gymnasiums Hof 1930

Als Abituria (von lateinisch abire ‚davon gehen‘, aus Abiturium, von neulat. abiturire ‚abgehen wollen‘) bezeichnete man die Abschlussklasse eines Abiturjahrganges beziehungsweise die von diesem Jahrgang gebildete Schülerverbindung. Erste Nachweise für diese Bezeichnung finden sich um 1850 in Bayreuth, es können jedoch Vorläufer angenommen werden. Heute finden sich vor allem im süddeutschen Raum, speziell in Franken, noch zahlreiche Abiturias. Teils sind es Alumni-Vereine eines Gymnasiums, die Ehemaligen-Treffen organisieren und ihre Schule auf vielfältige Art unterstützen, mehrheitlich jedoch fest gefügte farbentragende Verbindungen, deren Aktive Schüler eines Gymnasiums sind und mit bestandenem Abitur in eine Altherrenschaft übergehen.

## Historisches
Bis zu Beginn des 19. Jahrhunderts waren in Deutschland die Städtischen, Kirchlichen oder Fürstlichen Gymnasien als für ein Studium vorbereitende Lateinschulen der alleinige weiterführende Schultyp im heutigen Sinne. Hier wurden die für ein Studium meist der Theologie, Medizin oder Rechtswissenschaft notwendigen Kenntnisse in Latein, Griechisch und allgemeinbildender Fächer vermittelt. Analog zu den Universitäten bildeten sich an den Gymnasien ab 1815 Gymnasiale Corps oder Burschenschaften, welche jedoch im Verborgenen existierten, politisch verfolgt wurden und nur wenig mit den späteren Abituria gemein hatten.
Eine Hochschulreifeprüfung als Zugangsberechtigung zu einer Universität entstand in Preußen ab 1812, nach und nach auch in den anderen Staaten des späteren Deutschen Reiches. Der Begriff Abitur ist bis 1945 kaum gebräuchlich, jedoch sehr wohl der Begriff Abiturient für einen Schulabgänger. Häufig wurde der Begriff Absolvent gleichbedeutend verwendet, der das Absolutorium, also das Reifezeugnis, erworben hat.
Im süddeutschen Raum war die Bezeichnung Abiturient in der Regel bei klassischen Gymnasien oder später auch Oberrealschulen üblich, Absolvent bei Gewerbe-, Handels- und Realschulen. Eine einheitliche Bezeichnung gab es nicht, die Abweichungen sind Zahlreich. Analog wurde der Abschlussjahrgang als Abituria oder Absolvia der betreffenden Schule bezeichnet. Daher bestanden in manchen Städten mehrere Abituria, die durch Anhängen der Schule oder besondere Farbmerkmale unterschieden wurden, wie z. B. in Bayreuth die Abituria OR (für OberRealschule) und die „rote“ Abituria (wegen ihrer roten Mützen).

### Bis zum Ersten Weltkrieg

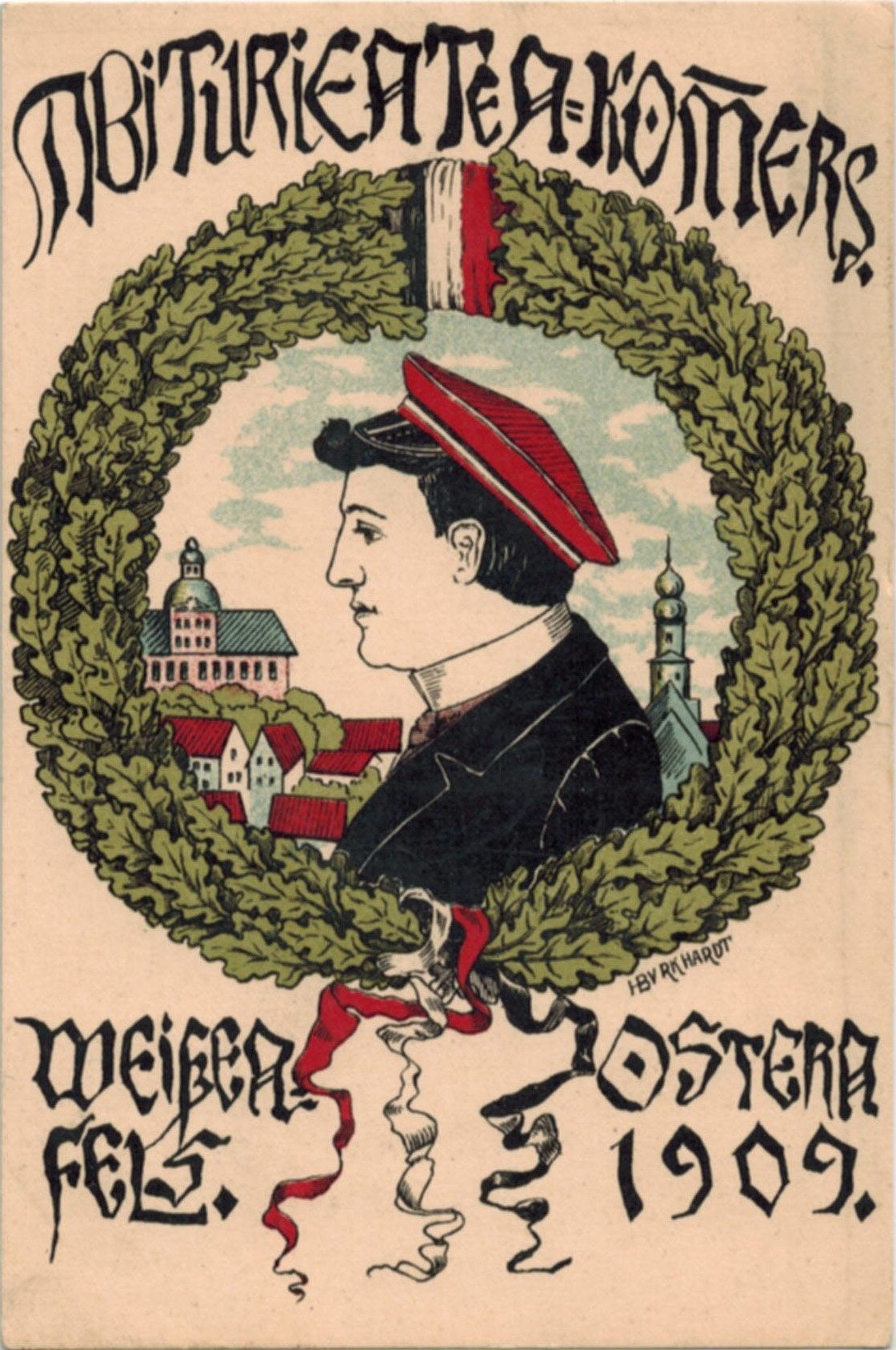
„Erinnerungskarte an den Abiturientenkommers Weißenfels“, 1909

Ab etwa 1850 sind erste Vereinigungen nachweisbar, die sich aus der Abschlussklasse des jeweiligen Gymnasiums bildeten, um eine Abschlussfeier vorzubereiten. Dem damaligen Brauchtum entsprechend fand diese in Form eines Kommerses statt, zu dem die Schüler an ihre Schülermützen angelehnte Bänder und später auch Bierzipfel anlegten. Ein offenes Tragen dieses Couleurs war vor dem Schulabschluss verboten, es bestand noch keine Koalitionsfreiheit für Schüler.
In einigen Städten waren diese Vereinigung zumindest von der Schulleitung geduldet, so in Bamberg ab 1854, und die Schüler nutzten von den Schulen zugestandene „Ausgeh-Abende“ zum einen für Vorträge oder musikalische Veranstaltungen, zum anderen jedoch wurde bereits in der Klassengemeinschaft in Anlehnung an den studentischen Comment im Verborgenen gekneipt. Diese Klassenkneipen lösten sich nach dem Abschlusskommers, dem sich häufig ein Ball am Folgetag anschloss, auf. Das Inventar wie Wimpel, Schläger, Wappenschilde etc. wurden im Rahmen einer Kneipe an den nachfolgenden Jahrgang weiter gegeben. Zahlreiche Lebenserinnerungen und Autobiografien beschreiben dies. Von Abschlusskommersen und -bällen zeugen zahlreiche Couleurkarten, Ballhefte und später Fotografien. Als Verbindungen mit Lebensbundprinzip sind diese Vereinigungen noch nicht zu betrachten. Teilweise bildeten die Angehörigen der Jahrgänge unabhängig davon Ehemaligenvereine ohne Verbindungscharakter, so als Beispiel die heute noch bestehende Abituria des Kronberg-Gymnasiums in Aschaffenburg.

### Weimarer Republik und Nationalsozialismus
Bereits ab August 1914 war im Deutschen Reich ein Notabitur möglich, viele Schüler zogen Kriegsbegeistert ins Feld und die noch zur Schule gehenden führten die Tradition als Kriegsabituria weiter. So konnte nach Ende des Krieges die Abituria nahtlos fortgeführt werden, erleichtert durch die in der Weimarer Reichsverfassung ab 1919 garantierte Vereinsfreiheit bildeten sich auch bei den nun meist Schülerverbindungen entsprechenden Abituria Altherrenschaften. Das Bundesleben blühte auf, in vielen kleineren Städten gehörten Aufführungen und Bälle der örtlichen Abituria fest zum Gesellschaftlichen leben. Nur die regelmäßigen Kneipen erfolgen meist im Verborgenen, da die noch minderjährigen Schüler offiziell am Abend keine Gaststätten aufsuchen dürfen. Ein tiefer Einschnitt ist die Machtergreifung 1933 einhergehend mit der bis 1935 erfolgten Gleichschaltung der Jugendverbände. Viele Abituria lösten sich nach und nach auf, die letzten mit dem Jahreswechsel 1936/37 im Zuge des ab 1. Dezember 1936 wirksamen Gesetzes über die Hitler-Jugend. Vereinzelt ließ die Überwachung im Laufe des Krieges nach, und es sind vereinzelte Kriegsabituria nachweisbar.

### Nach dem Zweiten Weltkrieg
Nach dem Krieg fanden sich bald wieder ehemalige Abiturienten zusammen und veranstalten zu Jubiläen Kommerse oder Kneipen, welche das Interesse der jungen Schüler weckten und zur Wiederaufnahme der Tradition einer Abituria führten. Speziell in Franken lebten die Bünder wieder auf, die Altherrenvereine gründeten sich neu und das Bundesleben wurde fortgeführt. Aber auch hier führte die 68er-Bewegung zu tiefen Einschnitten: der Nachwuchs blieb aus, die Traditionen wurden in Frage gestellt. Die Geschlechtertrennung an den Gymnasien wurde zugunsten sogenannter Koedukativer Gymnasien aufgehoben. Vereinzelt wurden jetzt auch Frauen der Beitritt zu einer Abituria ermöglicht, was sich aber nur bei den Ehemaligenvereinen ohne Verbindungscharakter durchgesetzt hat. Zahlreiche Abituria stellten ihre Tätigkeit ein und lösten sich später auf.

## Heutiger Bestand
Heute bestehen an vielen Gymnasien Ehemaligen- oder Alumni-Vereine, welche aber nicht (mehr) den Charakter einer Schülerverbindung haben. In den letzten 30 Jahren entstandene pennale Burschenschaften oder Pennälerverbindungen sind meist mit der Unterstützung von Studentenverbindungen entstanden und stehen allen Schülern der jeweiligen Heimatstadt offen, wogegen sich eine Abituria traditionell auf eine bestimmte Schule beschränkte oder noch beschränkt. In Süddeutschland wird ein Abiturjahrgang noch heute als Abituria bezeichnet.

### Schülerverbindungen
Als Schülerverbindung bestehen heute noch:
|  |
|  |
|  |
|  |
|  |

|  |
|  |
|  |
|  |
|  |

|  |
|  |
|  |
|  |
|  |

|  |
|  |
|  |
|  |
|  |

|  |
|  |
|  |
|  |
|  |

|  |
|  |
|  |
|  |
|  |

|  |
|  |
|  |
|  |
|  |

|  |
|  |
|  |
|  |
|  |